# Shahrestān di Abdanan
Lo shahrestān di Abdanan (farsi شهرستان آبدانان) è uno dei 9 shahrestān della provincia di Ilam, il capoluogo è Abdanan. Lo shahrestān è suddiviso in 3 circoscrizioni (bakhsh): 
- Centrale (بخش مرکزی)
- Baghsarab   (بخش ‌باغسراب)
- Kalat (بخش کلات)